# Зельцер Веніамін Якович
Веніамі́н Я́кович Зе́льцер (нар. 18 лютого 1927, Тея) — радянський вчений в області механізації виноградарства. Доктор технічних наук з 1977 року.

## Біографія
Народився 18 лютого 1927 року в селі Теї Григоріопольського району Молдаської АРСР (Українська РСР). 1950 року закінчив Одеський політехнічний інститут. Член КПРС з 1955 року. У 1950—1961 роках — на господарській та педагогічній роботі. З 1971 року — завідувач лабораторією, а з 1978 року — завідувач відділом механізації Молдавського науково-дослідного інституту виноградарства і виноробства.

## Наукова діяльність
Науково обґрунтував теорію і конструкцію вертикальних фрез і терасуючих агрегатів, запропонував спосіб деблокованого глибокого розпушування ґрунту. Під його керівництвом розроблена система машин і пристосувань для облаштування шпалер, обробки ґрунту фрезеруванням, внесення гербіцидів, скошування трав у залужених міжряддях, захисту виноградників від морозів, глибокого внесення добрив і ряду операцій по догляду за виноградною шкілкою. Автор понад 130 наукових робіт, 30 винаходів. Серед праць:
- Основы механизированного освоения склонов под виноградники. — К., 1965 (у співавторстві);
- Механизация виноградарства. — Москва, 1971 (у співавторстві);
- Механизация возделывания винограда. — К., 1981 (у співавторстві).